# スーリヤ・プラサード・ウパディヤイ
スーリヤ・プラサード・ウパディヤイ（सूर्य प्रसाद उपाध्याय, Surya Prasad Upadhyay/Upadhyaya, 1907年9月14日 - 1984年7月30日）は、ネパールの政治家。ネパール会議派に所属。

## 生涯
1907年9月14日、首都カトマンズで誕生した。
1951年、モハン・シャムシェル・ジャンガ・バハドゥル・ラナ内閣で、食糧・農業各相バラト・マニ・シャルマに代わり入閣。
同年に発足したマートリカ・プラサード・コイララ内閣では、警務、放送各相を務める。
だが、1960年12月、マヘンドラ国王がクーデターを起こして内閣、国会を解散し、主要な政党指導者を一時的に逮捕した際、ウパディヤイも逮捕された。
1984年7月30日、ニューデリーで死亡した。